# 杜文心
杜文心（越南语：／；1854年—？年），原名杜文璦（越南语：／），因犯育德帝諱，改今名，字玉軒，號家川（越南语：／），越南阮朝官員。

## 生平
杜文心是河内省常信府上福縣瑞福總大家社（今屬河內市富川縣瑞富社大家村）人，嗣德七年（1854年）出生。嗣德二十九年（1876年），考中河內場舉人。嗣德三十三年（1880年），考中庚辰科第三甲同進士。後任河南省布政使，署巡撫銜。後升署海安總督。成泰九年（1897年），实授海安总督。成泰十二年（1900年），陞署協辦大學士，充北圻統使府副監督，領北江总督，後加太子少保銜。

## 著作
杜文心參與主編校訂了不少書籍。編輯有《大南典例撮要新編》（又名《大南典例撮要》、《大南典例撮畧新編》）、《越甸奇聞合錄》等；校訂有《國朝律學揀要》（張瑜、杜光庭編輯）、《幼學漢字新書》（楊琳、段展、裴伯誠編輯）、《小學四書節略》（段展編輯）、《中學五經撮要》（楊琳、阮忠勸編輯）、《中學越史編年撮要》（吳甲豆編輯）、《越史新約全編》（黃道成編輯）等。